# Diaspora haïtienne en France

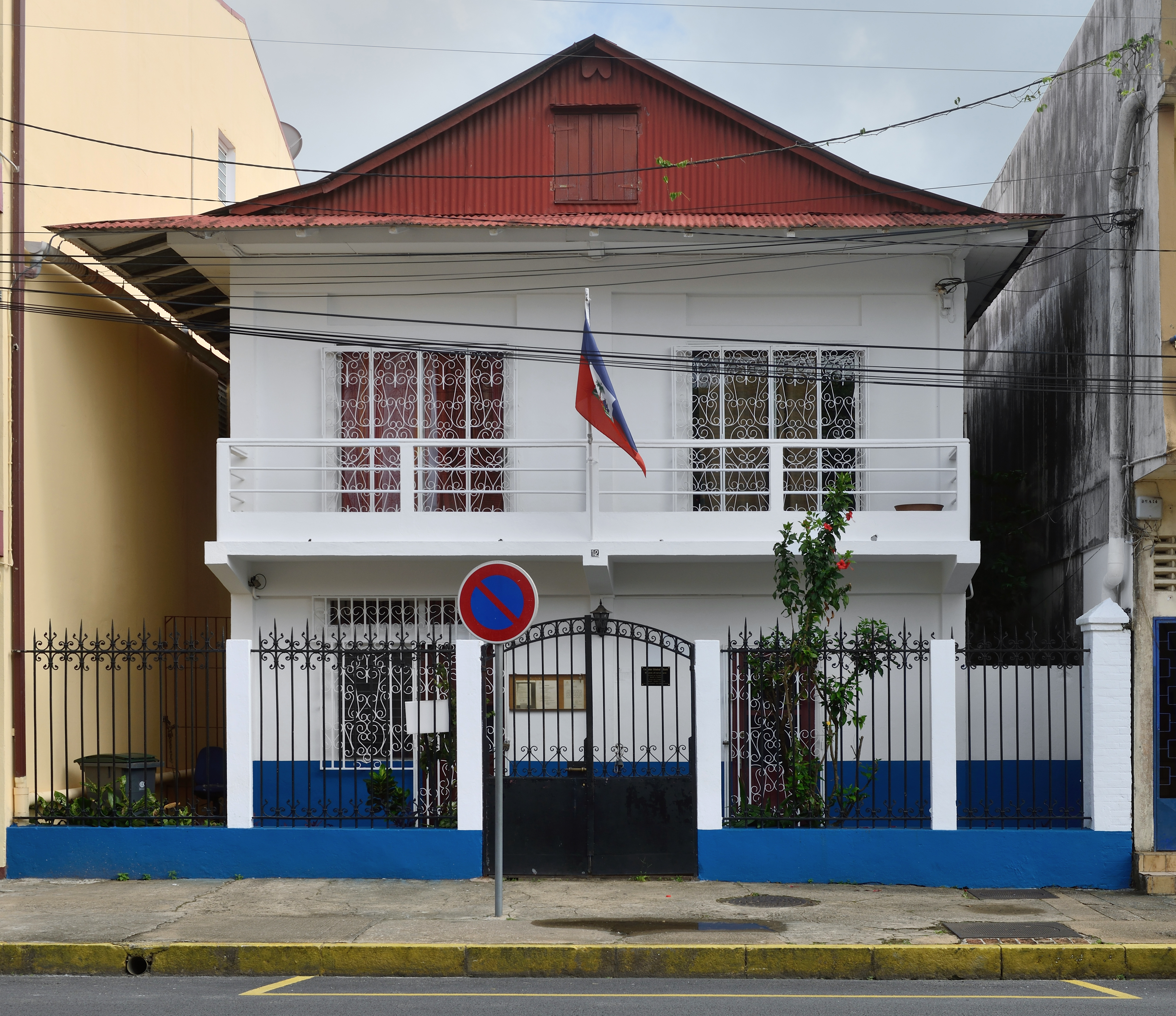
Maison créole à Cayenne portant le drapeau d'Haïti

La diaspora haïtienne en France est constituée de l'ensemble des personnes nées à Haïti ou d'origine familiale haïtienne, vivant sur le territoire national français. Présente dès le début du XIXe siècle et l'indépendance d'Haïti, où elle est alors limitée à une immigration étudiante très favorisée, la diaspora se diversifie à partir du milieu du XXe siècle avec l'arrivée à la fois de paysans pauvres et de familles de milieux sociaux divers, en grande majorité à Paris et en Île-de-France ainsi qu'en Guadeloupe, Martinique, à Saint-Martin et en Guyane.

## Histoire

### XIXesiècle

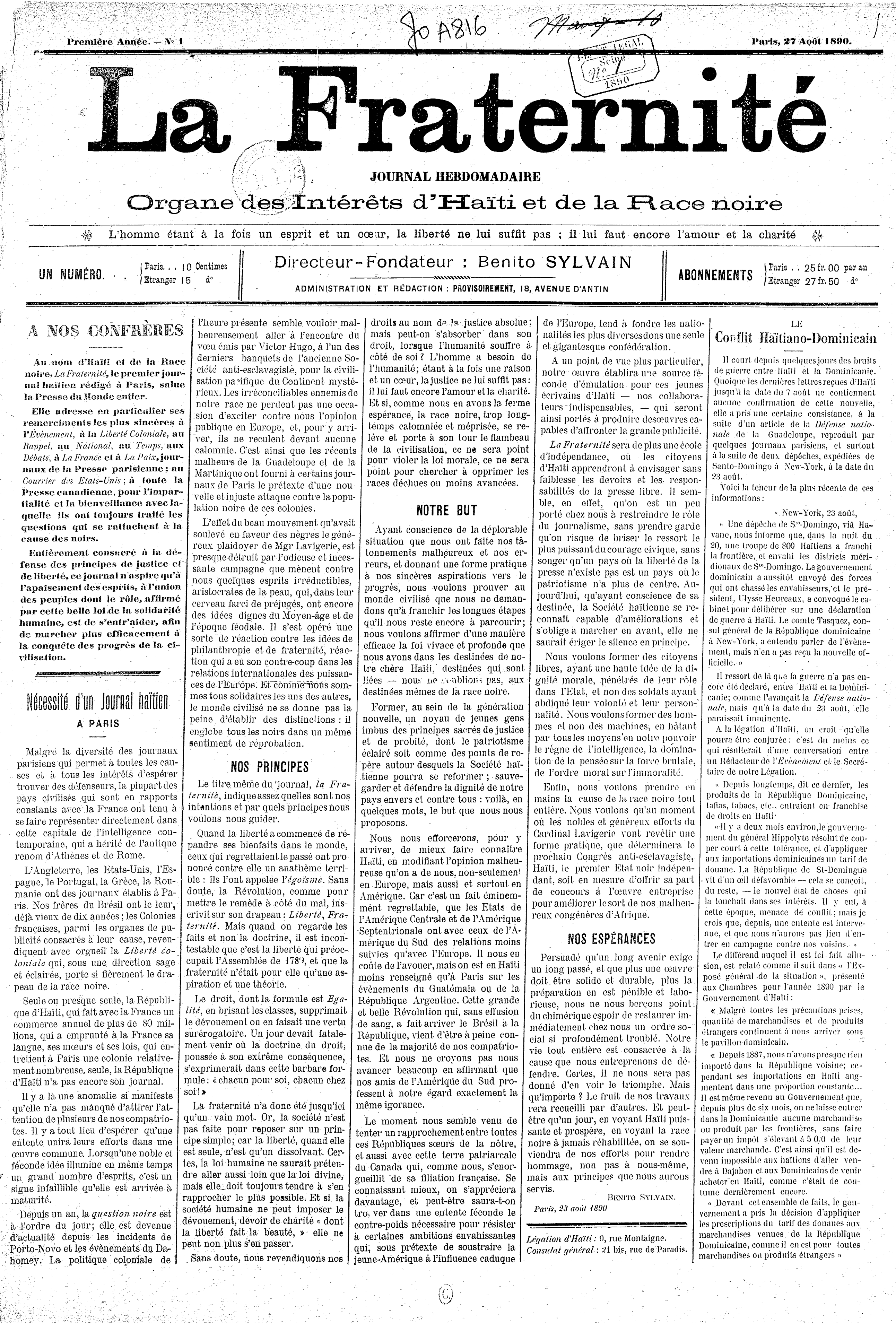
La Fraternité, Journal hebdomadaire, Organe des intérêts d'Haïti et de la race noire, premier journal de la diaspora Haïtienne en France fondé en 1890 par Benito Sylvain.

À l'époque où Haïti était un territoire appartenant à la colonie de Saint-Domingue, les colons pouvaient envoyer leurs enfants, blancs et métis, étudier en métropole. C'est le cas d'Alexandre Pétion, André Rigaud et Julien Raimond. Cette disposition est interrompue après la révolution haïtienne de 1820, pour reprendre sous une autre forme à partir de 1825 et la reconnaissance de l'indépendance d'Haïti par la France. Ce relatif apaisement des relations permet à l'élite sociale, politique et économique métisse d'étudier à Paris en raison du manque d'infrastructures locales avant de revenir au pays,. Parmi eux se trouvent les historiens Thomas Madiou et Beaubrun Ardouin. 
Le coût très important de ces voyages, couplé au lent développement des infrastructures, motive une revendication politique de création de bourses d'études financées par Haïti. L'objectif est que quelques futurs dirigeants, descendants de colons, puissent se former en France. Ces revendications s'accompagnent d'un paradoxe qui fait de Paris un centre de la civilisation dans lequel des Haïtiens doivent se montrer pour prouver leur dignité, ce qui relègue Haïti indépendante au second plan. De plus, le racisme scientifique se développant en France, seuls les Haïtiens blancs ou pouvant passer comme blancs peuvent faire le voyage. Enfin, leur réussite en France est conditionnée à plusieurs contraintes, en particulier l'existence ou non d'un réseau familial sur place sur lequel s'appuyer financièrement, socialement et émotionnellement, ainsi que les politiques spécifiques des grandes écoles qu'ils visent, concernant l'admission des étrangers.
En 1890, Benito Sylvain fonde La Fraternité, le premier journal de la diaspora haïtienne en France.

### Début duXXesiècle

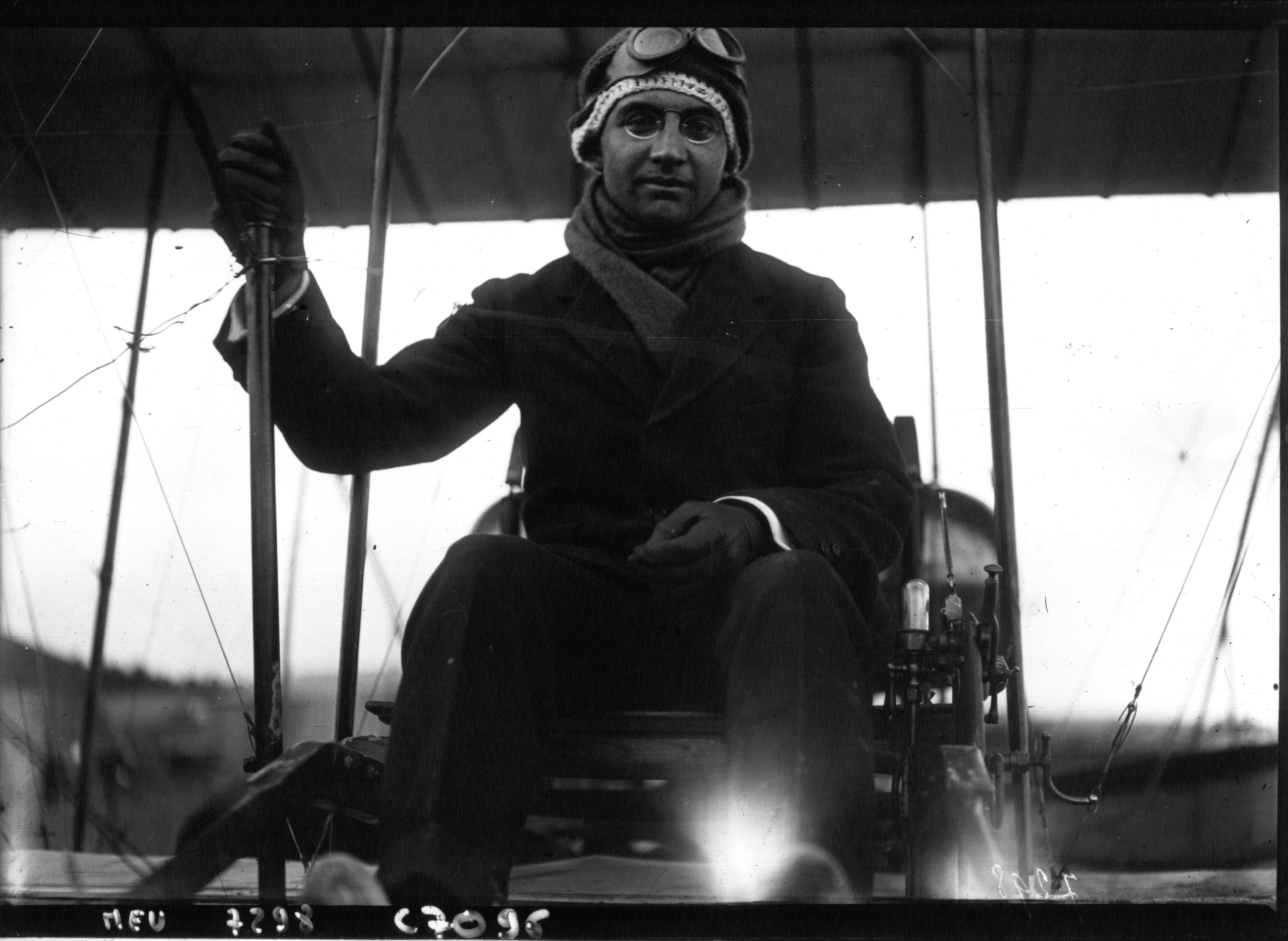
Charles Terres Weymann, aviateur et industriel haïtien installé en France, lors de la deuxième semaine aéronautique de Champagne en 1910

Durant les années 1910 et 1920, Haïti connaît un fort exode rural aux causes multiples : insurrections, coups d'État et mauvaise gestion économique du secteur agricole. C'est aussi le début d'une massification de l'émigration hors d'Haïti, majoritairement vers Cuba et la République dominicaine mais aussi de façon plus mineure vers la France.
La Première Guerre mondiale est une période paradoxale pour la migration haïtienne en France. D'un côté, les échanges avec Haïti sont bloqués, ce qui fait que, pendant quatre ans, aucun nouvel étudiant ne peut s'installer en France ; de l'autre, cette coupure empêche aussi celles et ceux présents de retourner au pays, ce qui les motive à former une véritable communauté. Ils s'organisent notamment en groupe informel, « la colonie haïtienne à Paris », et s'engagent politiquement contre l'occupation militaire d'Haïti par les États-Unis. En 1922 est fondée la première association haïtienne en France, l'association haïtienne de Paris.

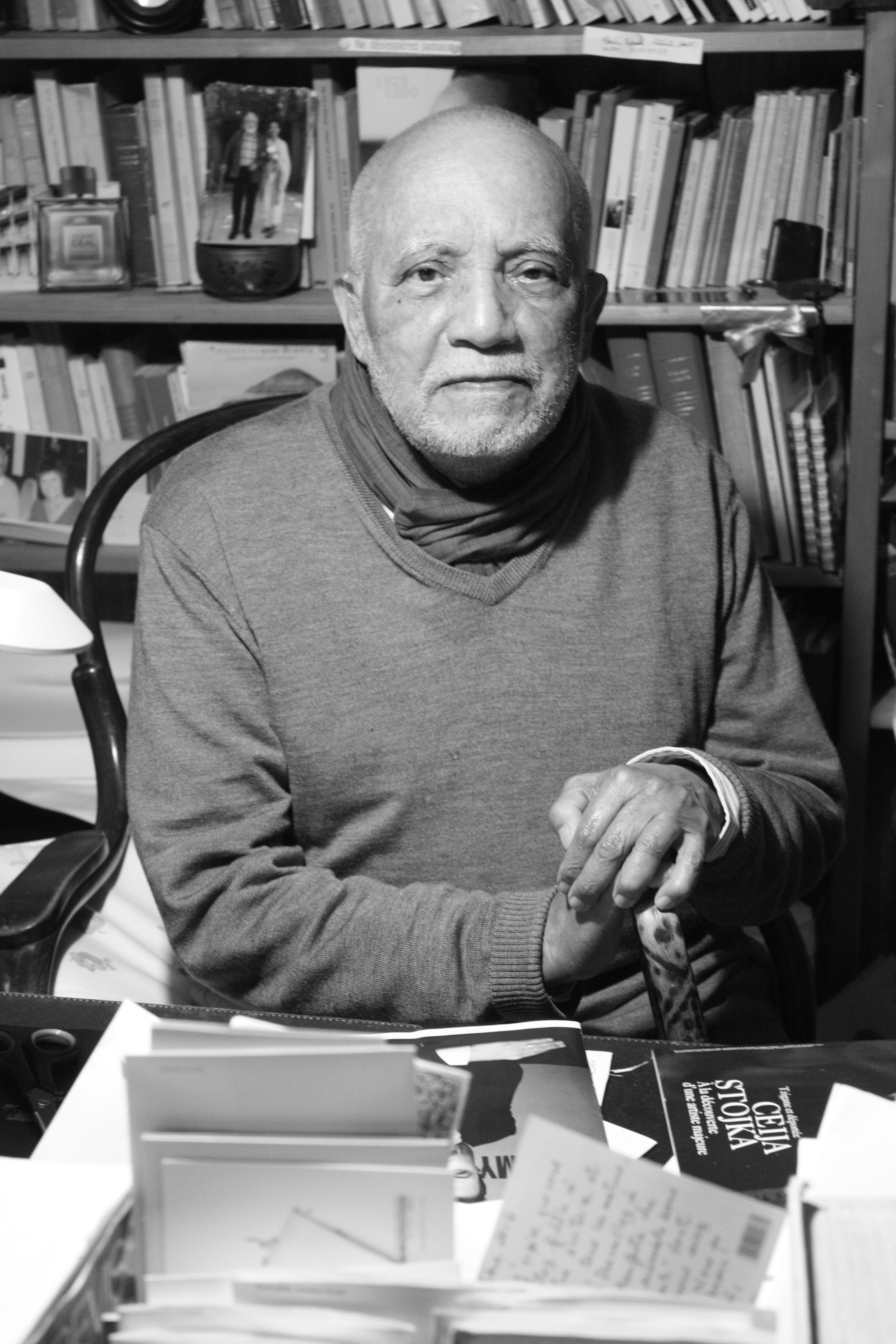
René Depestre, écrivain haïtien exilé par Dumarsais Estimé ; installé en France, il est un temps expulsé du territoire pour son engagement décolonial dans les années 1950 avant d'y retourner dans les années 1980.

L'émigration haïtienne en général est essentiellement une émigration de travail : elle commence à prendre de l'importance à partir de la crise de 1929 et continue avec le retrait des États-Unis de l'économie haïtienne. Elle est tournée vers l'ensemble de la zone caraïbe, notamment, en France, la Martinique, la Guadeloupe et la Guyane. La crise économique qui touche les plantations cubaines puis dominicaines dans les années 1930 rend les autres destinations plus attractives. De plus, les années 1930 à 1950 voient de nombreux pays, comme la République dominicaine, les États-Unis, le Brésil, l'Argentine et le Venezuela, adopter des politiques de migration racistes, favorisant l'arrivée de migrants blancs européens et freinant celle de migrants noirs notamment les Haïtiens. Enfin, dans un contexte global de décolonisation, les Haïtiens, en raison de leur histoire, sont vus comme posant, par leur seule présence, un danger de « contagion révolutionnaire ».
La Seconde Guerre mondiale interrompt à nouveau le flux de l'immigration estudiantine, qui reprend après 1945. Au milieu des années 1950, les lieux d'installation en métropole se diversifient légèrement, les étudiants refusés dans les grandes écoles parisiennes se tournant vers d'autres villes comme Strasbourg, Bordeaux et Lille. Le gouvernement d'Haïti élargissant le nombre de bourses étudiantes, le profil sociologique des étudiants haïtien se diversifie. Cette multiplication des lieux de séjour provoque la création de nouveaux consulats haïtiens dans diverses villes françaises. Ainsi, un consulat ouvre à Lille en 1954.
En 1954, Haïti demande à la France d'assouplir les conditions de circulation de ses ressortissants en France, arguant notamment le soutien diplomatique qu'Haïti accorde aux décisions française à l'ONU. Cette demande est rejetée, alors même qu'un accord similaire est approuvé avec la République dominicaine voisine.

### Duvaliérisme
Le régime dictatorial de François Duvalier, arrivé au pouvoir en 1957, provoque une double augmentation de l'émigration haïtienne. D'une part, le système économique clanique mis en place accélère l'émigration de travail ; de l'autre, la violente répression politique, qui fait plusieurs dizaines de milliers de morts, provoque un exil politique massif. Enfin, Duvalier passe un accord cette même année avec la République dominicaine, exposant l'importante diaspora haïtienne du pays à une répression violente.
Dans les années 1960 et 1970, les exports culturels français, en particulier de littérature et de musique, contribuent à construire une image positive de la France. Cette attractivité est limitée par la difficulté d'obtenir un titre de séjour ou la nationalité, la discrimination à l'emploi et au logement et le peu de développement des réseaux ethniques sur la marché du travail. La France est aussi vue comme un nœud de connexion avec d'autres migrants en Europe. Les Antilles françaises et la Guyane gardent une image positive en raison de leur économie, de la proximité culturelle et du statut de territoires français.
L'immigration vers les Antilles françaises et la Guyane s'accélère à partir des années 1980, augmentant encore avec la loi de défiscalisation de 1986. Celle-ci est notamment motivée par le développement de l'industrie forestière ainsi que de la ville de Kourou pour la Guyane, et par des besoins en main-d’œuvre excédent la croissance démographique antillaise, mais aussi par le durcissement de la politique d'immigration américaine envers Haïti au début des années 1980. Pour la France métropolitaine s'ajoute la possibilité de transiter par l'Espagne ou la Belgique, qui n'exigent pas de visa à cette époque.

### À partir de la fin des années 1980
De 1988 à 1990, le climat politique extrêmement instable en Haïti s'accompagne d'une augmentation sans précédent des entrées de Haïtiens en France métropolitaine. Devant l'effondrement économique et le peu d'espoir en une amélioration de la situation politique, les immigrés haïtiens changent d'état d'esprit et la perspective d'un retour à Haïti se transforme en un désir d'implantation définitif. La distribution des genres chez les immigrés s'équilibre au milieu des années 1990. Cette période correspond aussi à un durcissement des conditions d'entrée sur le territoire français pour les Haïtiens, avec la mise en place de visas obligatoires en France, mais aussi dans les pays de transit tels que la Belgique et la Suisse.

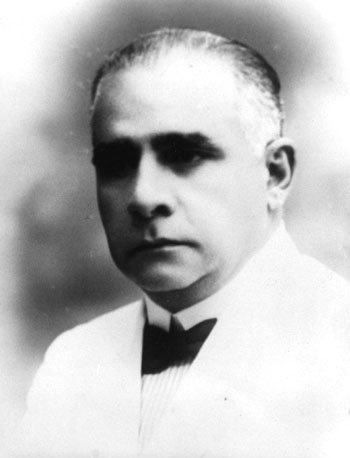
Fernand Hibbert, auteur de plusieurs romans mettant en scène des étudiants haïtiens à Paris

Étudier temporairement à l'étranger est un marqueur social des élites haïtiennes ; la France compte parmi les principaux pays de destination, derrière le Canada et les États-Unis. Cette migration d'études est notamment due à l'influence des romans de Fernand Hibbert qui mettent en scène des Haïtiens étudiant à Paris, mais elle est freinée par la concurrence nord-américaine : malgré un attrait pour Paris et la francophonie, nombre d'Haïtiens préfèrent les débouchés économiques et les moyens que possèdent les universités au Canada et aux États-Unis.
Le retour de Jean-Bertrand Aristide au pouvoir marque un durcissement de la politique migratoire française envers les Haïtiens. D'après Jean-Pierre Alaux, alors président du Groupe d'information et de soutien des immigrés, les préfectures avaient ordre, de 1990 à 1995, de ne pas exécuter les expulsions des Haïtiens du sol français tout en ne régularisant pas leur situation administrative, les maintenant ainsi dans la clandestinité sans recours possible. Pour lui, ces décisions visaient à pouvoir les expulser le plus rapidement possible une fois la fin de la dictature de Raoul Cédras, hypothèse qui a été confirmée par une circulaire de 1995 du ministère de l'intérieur visant à expulser les Haïtiens ainsi que par l'attitude des autorités après l'ouragan Luis. Après le passage de celui-ci, qui a notamment dévasté l'île de Saint-Martin, les autorités locales de cette île détruisent les habitations de tous les résidents étrangers, dont 8 000 venus d'Haïti, quel que soit l'état des bâtiments, puis interdisent illégalement les reconstructions et enfin procèdent à des expulsions et à des propositions de retour volontaire.

## Motivations

### Économiques
La situation économique difficile est la première cause évoquée par les Haïtiens en Guyane pour expliquer leur migration, en particulier le fort chômage en Haïti, la faiblesse des revenus même quand on travaille, la précarité du travail, la nécessité de cumuler plusieurs emplois pour vivre et le faible pouvoir d'achat.

### Politiques
L'insécurité politique liée aux régimes autoritaires et aux pressions exercées par les groupes armés est une autre motivation forte, évoquée tant par les migrants urbains que ruraux.
Des haïtiens LGBTQI+ quittent Haïti pour la France et notamment la Guyane, espérant ainsi échapper à la transphobie et à l'homophobie. Celle-ci existant aussi dans la diaspora, leur accès à la solidarité communautaire, en particulier pour le logement, en est entravé. Cela les oblige parfois à recouvrir à la prostitution afin de survivre.

### Personnelles
L'étranger, en particulier les pays occidentaux, bénéficie d'une aura méliorative en Haïti ; ceux-ci sont notamment vus comme un espace où il est possible de se réaliser individuellement et de réussir, poussant à la migration. La possibilité de donner une éducation de qualité à ses enfants est un autre motif fréquent motivant la migration en France.

## Modalités de migration

### Place centrale des femmes
Dans les années 1970 à 1990, la migration familiale est très majoritairement gérée par les femmes, qui arrivent en particulier les premières en Île-de-France avant d'être rejointes par leurs maris et enfants. Ces arrivées sont d'ailleurs échelonnées en fonction de contraintes économiques : d'abord les plus jeunes enfants, pour qui la séparation d'avec leur mère est la plus difficile, puis le mari, et enfin les enfants les plus âgés. Dans les années 2000, les hommes sont sur-représentés : ils sont 58 % des arrivants aux Antilles et 53 % en Guyane.
Pour André Marcel D'Ans, cette caractéristique, très ancrée dans les communautés rurales du sud d'Haïti, s'explique par l'histoire de l'île. Dans le contexte du marronnage puis du travail forcé dans les plantations, les hommes cherchent à s'isoler radicalement pour éviter d'être enrôlés de force ou esclavagisés, tandis que les femmes courent relativement moins de risques et peuvent ainsi gérer les relations entre la communauté et l'extérieur.

### Difficultés d'état civil
Le regroupement familial pose parfois problème, en particulier lorsqu'il s'agit de justifier des liens familiaux auprès de l'État français : en Haïti, les naissances, mariages et décès sont d'abord enregistrés dans les paroisses chrétiennes, et c'est le prêtre qui est ensuite chargé de transmettre les informations à la mairie. Toutefois, cette transmission peut être difficile en raison de l'éloignement géographique entre les paroisses et mairies, ce qui est particulièrement le cas en zone rurale : par conséquent, de nombreuses naissances ne sont pas enregistrés et de nombreux Haïtiens n'ont ainsi pas de reconnaissance officielle.
D'autres difficultés existent : beaucoup d'Haïtiens ont un nom civil différent de leur nom d'usage, car celui-ci a été changé à la suite de l'intervention d'un loa qui a commandé au changement. Pour d'autres, il peut exister des différences entre l'orthographe créole et française de leur nom, sans qu'ils puissent anticiper laquelle a été utilisée par les autorités. Enfin, le nom de famille n'est pas systématiquement transmis des parents aux enfants : de nombreux enfants ont ainsi pour nom de famille le prénom de leur père. À cela s'ajoutent aussi des défaillances de l'État haïtien, qui introduit des erreurs de retranscriptions et n'arrive pas systématiquement à protéger ses registres de dommages causés par les nuisibles ou l'humidité.
Certaines formulations de l'état civil haïtien sont utilisées contre les migrants. Ainsi, les demandes faites à distance portent les mêmes mentions « a comparu le sieur (ou la dame) » que celles faites en personne, ce que l'OFRA interprète comme une preuve de la présence physique des demandeurs d'asile en Haïti.
Enfin, le concept de perdition, central en Haïti mais inconnu en France, est l'objet d'une violence particulière dans les reconnaissances de paternité : en Haïti, quand une femme enceinte fait une fausse couche, elle est socialement considérée comme enceinte jusqu'au moment où elle accouche d'une nouvelle grossesse, et le père de cet enfant est celui qui a été reconnu au moment de la première grossesse. Les autorités françaises refusent de reconnaître comme père d'un enfant né d'une mère installée en France depuis plusieurs années un homme haïtien qui n'y est jamais allé.

## Démographie
Selon l'INSEE, en 2008, il y avait en France métropolitaine 62 698 personnes nées en Haïti ainsi que 21 423 enfants de moins de 18 ans nés en France et d'origine haïtienne. En 2012, les communautés haïtiennes comptent environ 50 à 70 000 personnes dans la zone caribéenne et autant dans l'Hexagone ; au moins un tiers est sans papiers et jusqu'à 75 % en Guyane et 65 % en Martinique. La très grande majorité des familles haïtiennes dans l'Hexagone vivent en Île-de-France. Le profil démographique des secondes générations est caractéristique d'une immigration relativement ancienne qui a fait souche.

### Genre et classes sociales
Des migrants de condition sociale élevée s'installent dans les départements français d'Amérique tout au long du vingtième siècle. Dans les années 1950 et 1960, on observe une surreprésentation des classes sociales favorisées et des travailleurs les plus qualifiés dans les publics migrants. En France hexagonale, les classes sociales immigrantes sont variées : on y compte du personnel qualifié (médecins, professeurs et travailleurs sociaux) ainsi que des ouvriers. Dans les années 1970, les immigrants haïtiens en Île-de-France qui ont fui le régime duvaliériste sont essentiellement des bourgeois et intellectuels, tandis que ceux qui sont restés en France après leurs études viennent plutôt des classes moyennes.

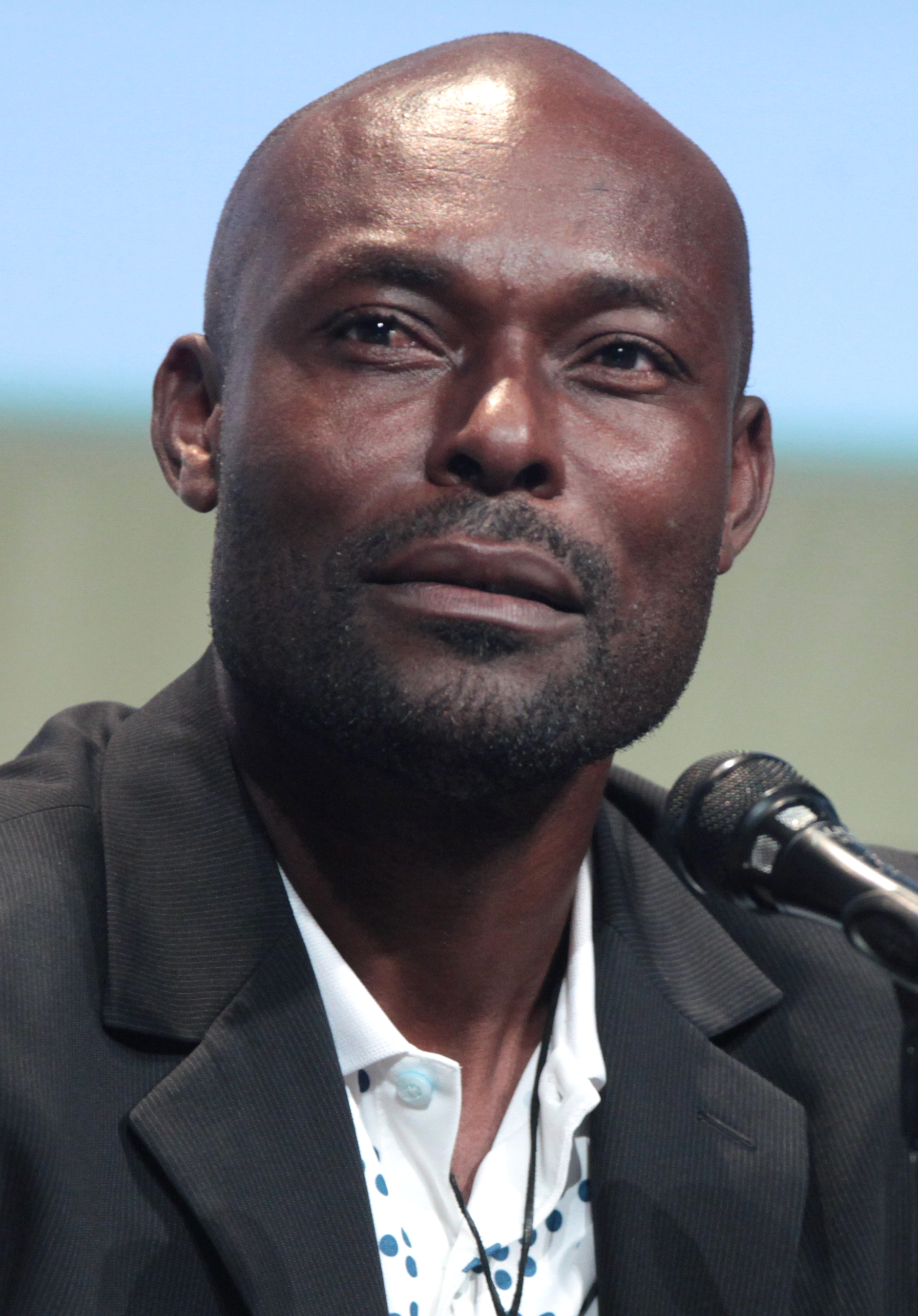
Jimmy Jean-Louis, acteur et mannequin. Il est le fils d'une femme migrante haïtienne qui a travaillé dans le ménage en France

Par la suite, une immigration de travail se met en place : en France métropolitaine, ce sont d'abord essentiellement des femmes, employées comme femmes de ménage ou employées de maison au sein de riches familles françaises. Cette immigration se fait par réseautage, les premières installées en France facilitant l'arrivée de nouvelles venues.
Quel que soit le lieu de destination, les hommes sont sur-représentés : ils sont 58 % des arrivants aux Antilles et 53 % en Guyane.

### Origines
Les origines géographiques des migrants haïtiens évoluent au cours des années 1970 et 1980 : d'abord d'origine majoritairement urbaine, en particulier des bidonvilles de Port-au-Prince, elle devient ensuite rapidement le fait de personnes rurales, originaires notamment du sud de l'île.
Les principales filières entre Haïti et les départements français d'Amérique s'organisent dans le département du Sud. En Guyane, un industriel français s'installe à la fin des années 1950 en emmenant avec lui des ouvriers de son usine, originaires d'Aquin, qui font ensuite venir leurs familles. Ces liens sont renforcés à la fin des années 1960 quand des travailleurs viennent construire le Centre spatial guyanais, puis les Haïtiens de Guyane peuvent partir vers la métropole : ainsi, la moitié des personnes interrogées par un chercheur à Paris viennent du département du Sud.

### Géographie

#### Outre-mer
Une destination répandue pour les émigrés haïtiens est celle des régions françaises voisines de l'île, dont la Guyane et les Antilles françaises. Au XXIe siècle, les Haïtiens s'orientent s'ils le peuvent vers des lieux à haut niveau de vie et en lien aérien direct avec la France, dont Saint-Martin et Cayenne.
La Guyane française voit l'arrivée d'un courant migratoire d'Haïtiens dès le début des années 1970. En 1974, on comptait 500 immigrants haïtiens pour l'année, puis 1000 immigrants pour l'année 1976 et la croissance culmina en 1985 avec 2000 immigrants haïtiens. En 1986, la guerre civile au Suriname stoppa net le courant migratoire par ce pays. Additionné à un retour vers le pays d'origine d'un certain nombre d'Haïtiens, la communauté haïtienne diminua à cette période. Mais au début des années 1990, le flux reprit vers la Guyane française avec une féminisation de l'immigration et un regroupement des familles. Le nombre de naissances au sein de la communauté haïtienne s'éleva autour de 5 000 enfants pour la période 1975-1992. En 1999, l'INSEE comptait 14 143 personnes de nationalité haïtienne et 16 977 personnes d'origine haïtienne. Par recoupement, la communauté haïtienne était évaluée autour de 25 000 personnes en l'an 2000.
En réponse aux contrôles de plus en plus stricts à l'aéroport de Cayenne, le Suriname est de plus en plus utilisé comme plateforme de transit : en 2012, on estime que 15 à 17 000 Haïtiens y sont en transit de courte ou longue durée. Depuis le Suriname, les migrants arrivent via le port de Saint-Laurent-du-Maroni.
En 2006, les Haïtiens étaient officiellement 8 217 en Guyane française (pour 202 000 habitants) selon les données de l'INSEE mais 16 106 selon les données du service de l'immigration de la préfecture de Cayenne, 10 498 en Guadeloupe (pour 447 000 habitants) et 1 704 en Martinique (pour 399 000 habitants), et probablement bien plus en comptant l'immigration clandestine[réf. nécessaire].
La Guyane est elle-même devenue une terre de transit pour les Haïtiens qui comptent rejoindre les Antilles françaises, pour y retrouver leurs réseaux locaux ou familiaux. En 1999, entre 12 et 15 % des Haïtiens vivant à Saint-Martin ou en Guadeloupe sont d'abord passés par la Guyane. Un nombre équivalent prolonge la migration de la Guyane à la France hexagonale.
Dans ces départements, les Haïtiens constituent la communauté étrangère statistiquement la plus importante, en raison de la proximité géographique. Par ailleurs, pour l'Office français de protection des réfugiés et apatrides (OFPRA), les Haïtiens représentaient en 2006 le « premier flux de demandeurs d'asile en France » (12 % des demandeurs). L'OFPRA a même dû ouvrir une antenne en Guadeloupe à la fin 2006, pour répondre à la demande face à l'affluence des demandes de la part des Haïtiens.
En 2008, les demandeurs d'asile haïtiens reçoivent 93,4 % de refus, un des taux les plus élevés en France.
Dans les années 1990, la baisse de dynamisme économique de la partie française de Saint-Martin pousse certains Haïtiens à continuer leur migration vers les Antilles néerlandaises et les États-Unis.

##### Guyane
Une des origines avancées de l'immigration en Guyane est le travail de Lili Ganot, propriétaire terrien et entrepreneur français installé en Haïti pour y cultiver l'huile de vétiver, qui décide, à la suite à l’envenimement de ses relations avec Jean-Claude Duvalier, de partir s'installer en Guyane. Suivant les versions, soit il fait appel à des travailleurs haïtiens originaires de Fonds-des-Nègres pour travailler dans ses exploitations, soit des Haïtiens décident spontanément de fuir le pays en même temps que lui. La véracité de ces versions fait débat.
À partir de la fin des années 1970, l'immigration haïtienne, bien que bien intégrée sur le marché du travail, commence à être perçue comme un problème par les habitants et les pouvoirs politiques de l'île de Cayenne. L'immigration haïtienne est ainsi mise en concurrence aux immigrations Hmong et cambodgienne et est accusée de ne pas viser à s'intégrer à la société guyanaise mais d'être le fait uniquement d'hommes peu qualifiés cherchant à envoyer le maximum d'argent en Haïti. À partir des années 1980, les Haïtiens deviennent le visage de l'immigration clandestine en Guyane, ce qui renforce l'hostilité de la population à leur égard. Cette période correspond à un changement de conception de la créolité guyanaise, qui passe progressivement d'un creuset absorbant les différentes vagues de migrations dans une identité commune, à celle d'une identité ethnique à la culture propre. Il se développe ainsi une guyanité, à laquelle les migrants, notamment les haïtiens, sont étrangers par nature.
En 2006, les Haïtiens représentent au moins 30 % de la population immigrée de Guyane, avec environ 17 000 personnes sur le territoire. Comme la grande majorité des Haïtiens en Guyane est originaire des départements de Nippes et du Sud, la socialité diasporique se fait notamment sur la base des villages d'origine, en particulier Aquin. 
La présence d'une communauté haïtienne forte en Guyane rend le département attractif. Le département est critiqué par une partie des Haïtiens, fiers de l'indépendance de leur pays, qui voient dans la Guyane une colonie française. Pour d'autres, majoritairement protestants, la Guyane est au contraire un espace sain et libéré de l'emprise du vaudou. 

#### France métropolitaine

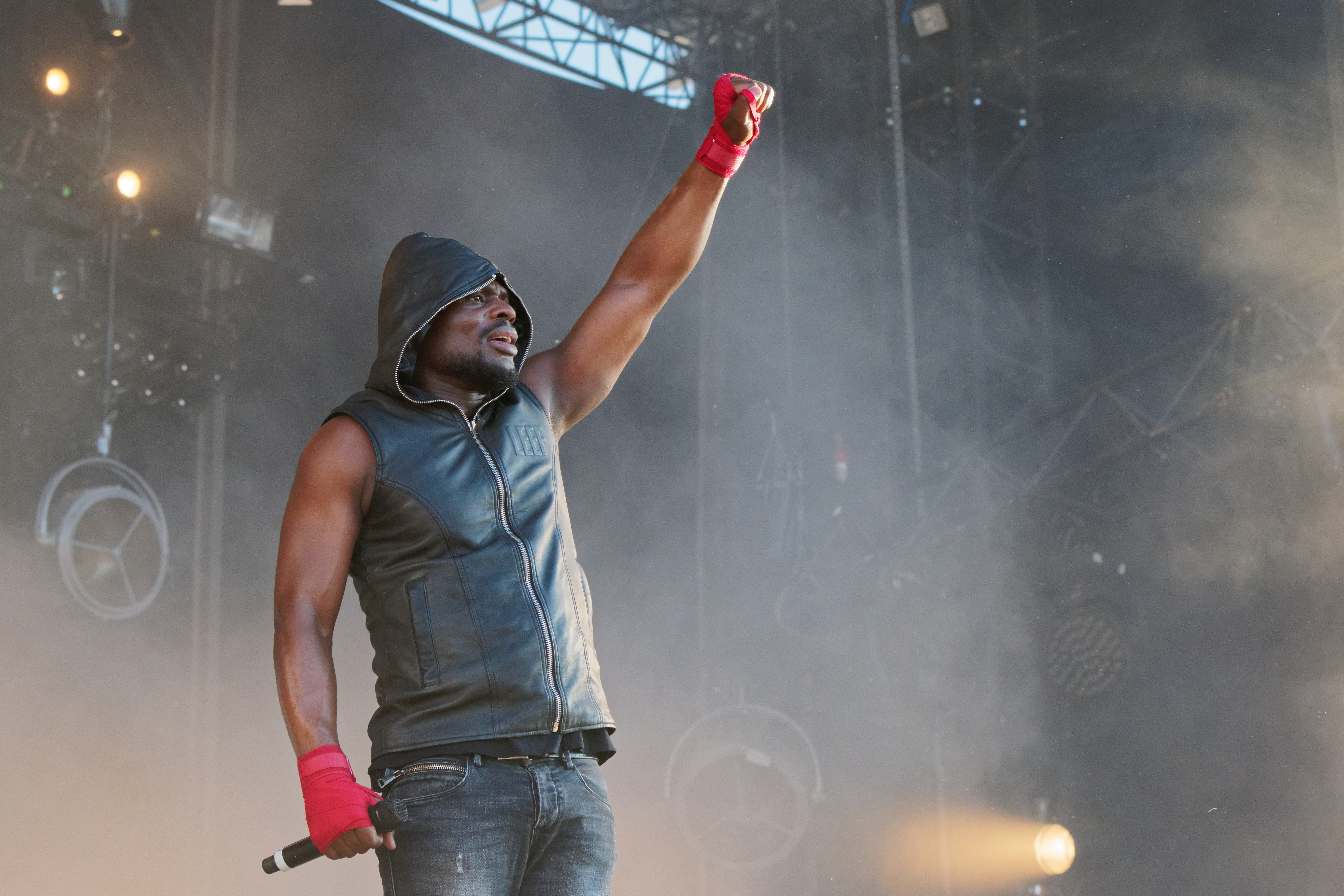
Kery James au festival des Vieilles Charrues en 2017 ; né en Guadeloupe de parents haïtiens, sa famille déménage à Orly au milieu des années 1980

À partir de la première moitié des années 1980, des Haïtiens passent par la Guyane avant de s'installer en France hexagonale.
Il y a officiellement 30 000 à 40 000 Haïtiens en situation régulière en France métropolitaine, à la date du 31 décembre 2006, selon les évaluations officielles des autorités françaises publiées dans le « Document cadre de partenariat France-Haïti 2008-2012 », qui calcule les flux migratoires entre les deux pays[réf. nécessaire].

##### Île-de-France
En 1999, 88 % de la communauté haïtienne qui vit en métropole réside dans la région Île-de-France. Le lieu de vie dépend fortement de leur classe sociale : les familles haïtiennes très fortunées et liées à la bourgeoisie internationale vivent dans le 7e  et le 16e arrondissement de Paris .
Pour les étudiants, le premier lieu d'études est l'université Paris VIII, où l'association des étudiants haïtiens voit le jour. Cette université est favorisée car elle bénéfie d'une image d'ouverture sur le monde ainsi qu'un meilleur aménagement des horaires de cours par rapport aux autres universités, rendant plus facile de combiner travail et études.
Le quartier de Château-Rouge à Paris revêt aussi une importance culturelle : c'est ici que sont notamment achetés les produits utilisés pour faire de la cuisine haïtienne, ainsi que des plantes médicinales. Les Haïtiens se sont installés dans le Nord-Est de Paris et dans les banlieues de Seine-Saint-Denis et du Val-d'Oise, cohabitant avec d'autres immigrations maghrébines et africaines mais surtout avec les Antillais et Guyanais français.

##### Reste de la métropole
À Lyon, Strasbourg et Marseille, on trouve les signes d'une immigration de travail récente avec une sur-représentation des jeunes hommes ; à Nantes, Creil et Dreux, il s'agit plutôt d'une migration d'études, tandis que Toulouse inclut les deux profils de migrations.

### Secondes générations
L'identité des enfants d'origine haïtienne se construit avant tout vis-à-vis de la société où ils grandissent, avec un lien symbolique ou concret envers Haïti entretenu en parallèle. Le recensement en France ne comptabilisant que les immigrés de première génération, le pays ne reconnaît pas le concept de diaspora en tant que communauté.

## Conditions de vie

### Politique d'accueil
Jusqu'au début des années 1970, le gouvernement français encourage l'immigration de travail dans les territoires français des Caraïbes. Pendant le premier choc pétrolier, l'attribution d'une carte de séjour est conditionnée à la possession d'un titre de travail, limitant les régularisation. En 1974, toute l'immigration légale est arrêtée en dehors des politiques de regroupement familial.
En 1981, les conditions de séjour des immigrés sont assouplies, ce qui mène à la régularisation de nombreux immigrants clandestins haïtiens.
En 1986, la première loi Pasqua durcit à nouveau l'immigration, avec une restriction à la carte de résident et une recrudescence des procédures d'expulsion. Ces conditions sont durcies à nouveau en 2003 avec l'ajout du critère d'intégration à la délivrance de la carte de résident ; ces critères plus stricts, augmentant les refus de renouvellement de permis de séjour ou de régularisation, mènent à une augmentation des expulsions.
De 1999 à 2005, l'octroi de titres de séjour (qu'ils soient temporaires ou sous forme de cartes de résident) baisse de 20 % en Guyane, tandis que les autorisations de séjour provisoire augmentent sans dépasser 500 par an. Puisque la présence haïtienne continue à augmenter pendant ce temps, la part relative de migrants haïtiens sans papiers augmente considérablement.
La loi de juillet 2006 durcit les critères du regroupement familial et accélère les procédures d'expulsion. Elle encourage cependant le recrutement de main-d'œuvre étrangère qualifiée ou peu qualifiée dans les métiers en tension, ce qui inclut le tourisme, les travaux saisonniers et la construction.
En Guyane et à Saint-Martin, en 2012, il n'y a pas de commission du titre de séjour.

### Statuts administratifs
Pendant les années 1980 et 1990, la quasi-totalité des migrants haïtiens installés en France demandent le statut de réfugiés. Le nombre de demandes reflète à cette époque la gravité de la situation politique en Haïti, avec des pics lors des exactions duvaliéristes en 1983-1984 ou en 1988-1989 et une baisse des demandes au début de la présidence de Jean-Bertrand Aristide.

### Emploi
Aux Antilles, les emplois manuels peu qualifiés sont sur-représentés. En Martinique et en Guadeloupe, les Haïtiens sont deux fois plus souvent ouvriers que les Français. Ils sont sous-représentés dans les services, au contraire de ceux de Saint-Martin, et sur-représentés dans le secteur agricole. En Guadeloupe, 41 % des migrants haïtiens sont ouvriers agricoles et les Haïtiens composent 7 % du total du secteur, tandis que 32 % des migrants haïtiens en Martinique sont ouvrier agricoles. Dans les deux régions, on les retrouve essentiellement dans la culture de la canne à sucre et de la banane.
À Saint-Martin, le tourisme se développe dans les années 1980 et explose en 1986 après une loi de défiscalisation. Les profits des activités de tourisme et de construction sont réalisés grâce à des rémunérations très inférieures au revenu minimum d'insertion et à un statut juridique très précaire pour les travailleurs haïtiens. En 1999, les Haïtiens composent 15 % de la population totale de Saint-Martin. La moitié d'entre eux sont des employés non qualifiés et 38 % sont des ouvriers ; certains travaillent dans le tourisme et la restauration, les autres dans la construction et le transport.
Au début des années 1990, près d'un quart des Haïtiens installés en métropole sont au chômage.
En 1999, les Haïtiens sont la communauté étrangère la moins qualifiée en Guyane, avec un taux quasi-nul de cadres. Là, on les trouve essentiellement dans le secteur secondaire, essentiellement dans la construction, avec seulement un Haïtien sur 8 dans le secteur primaire. À partir de 1985, les Haïtiens commencent également à pratiquer des activités de service à faible revenu, comme le ménage et la sécurité.
Dans l'Hexagone, les Haïtiens travaillent dans l'éducation, la santé, les services sociaux, le commerce de détail, le transport et l'industrie manufacturière. En région Île-de-France, les ouvriers constituent 38 % de la population des actifs haïtiens, soit moins que chez les immigrés portugais et maghrébins et mais beaucoup plus que les immigrés subsahariens, tandis que la part relative des cadres et professions intellectuelles ne dépasse pas 3 %. Ils sont aussi sur-représentés chez les employés (42 % des actifs haïtiens), notamment en tant qu'employés de maison.
La France apparaît comme un territoire où l'accès à l'emploi est très difficile pour les Haïtiens, surtout par rapport aux États-Unis.

### Logement
En raison d'une forte solidarité communautaire, il est très rare pour les Haïtiens franciliens de dormir à la rue : les réseaux, notamment familiaux mais aussi basés sur la nationalité, font qu'à leur arrivée en France, ils sont généralement hébergés. Cette situation temporaire peut se dégrader si la personne arrivante met trop longtemps à obtenir un travail. Dans ce cas, les personnes migrantes logent dans des chambres de bonnes suroccupées dans les 18e, 19e et 20e arrondissements, et ces places s'échangent au travers de réseaux communautaires. Devant la difficulté de trouver des logement en raison des coûts élevés, les longs délais pour obtenir un logement social, ou le grand nombre de justificatifs à fournir, des solidarités se mettent en place. Des Haïtiens en situation régulière louent un logement et sous-louent une pièce à une autre personne en situation irrégulière, permettant ainsi une forme de colocation informelle.
À Cergy,  entre 1986 et 1989, un retard de livraisons de maisons amène les promoteurs à rechercher des mal-logés pour leur permettre d'écouler leur habitations : l'information fait le tour de la communauté Haïtienne, et une centaine de familles emménage pendant la période. Ces familles se retrouvent dans des situations complexes, avec des maisons saisies en cas de chômage et des taux d'emprunts variables particulièrement élevés.

### Expulsions de Haïtiens sans-papiers
Dans les années 2000, les procédures de reconduite à la frontière s'appliquent différemment à Saint-Martin, en Guyane et en Guadeloupe. Dans ces régions, les sans-papiers expulsés ne peuvent pas demander un recours suspensif, durant lequel un tribunal administratif contrôle normalement l'obligation de quitter le territoire français ou l'arrêté de reconduite à la frontière ; l'expulsion se fait d'office. De plus, ses modalités sont différentes : au lieu de reconduire les Haïtiens expulsés à leur lieu antérieur de transit, souvent le Suriname, ils sont envoyés directement en Haïti.
En 2008, la France présente un projet qui conditionne l'aide au développement à un contrôle strict de l'émigration et à l'obligation pour Haïti de réadmettre ses ressortissants expulsés. Le projet est interrompu par le séisme de 2010. L'État français s'engage alors à ne pas expulser d'Haïtien en situation légale précaire, mais ne tient pas son engagement.

## Culture

### Langue
Claude Delachet-Guillon avance que la maîtrise de la langue est un facteur de difficulté pour les immigrants haïtiens en raison à la fois d'un rapport complexe avec le français et de la grande diversité des créoles haïtiens. Pour les créoles, sa version du Sud, d'où sont originaires la majorité des migrants haïtiens en France, est le plus éloigné des autres créoles antillais et guyanais, donc plus difficilement compréhensible. L'éloignement linguistique fait aussi que le français haïtien peut être difficilement compréhensible par un français, soit parce que perdure dans le français d'Haïti un raffinement de langue très rarement maîtrisé en métropole, soit par l'enrichissement du français par le créole. Comme, enfin, le français est aussi un très fort marqueur social au début des années 1990, il est à la fois plus difficile à apprendre pour les haïtiens ruraux mais aussi est très difficile car vu comme honteux pour les migrants de considérer qu'ils ne maîtrisent pas assez cette langue au point d'avoir besoin de prendre des cours.
À Saint-Martin, le créole haïtien est la première langue pratiquée pour trois quarts des natifs d'Haïti, sans influence particulière de la durée de résidence : en 2001, après l'anglais, c'est la deuxième langue de l'île à égalité avec l'espagnol, loin devant les langues officielles néerlandaise et française.

### Religions

#### Catholicisme

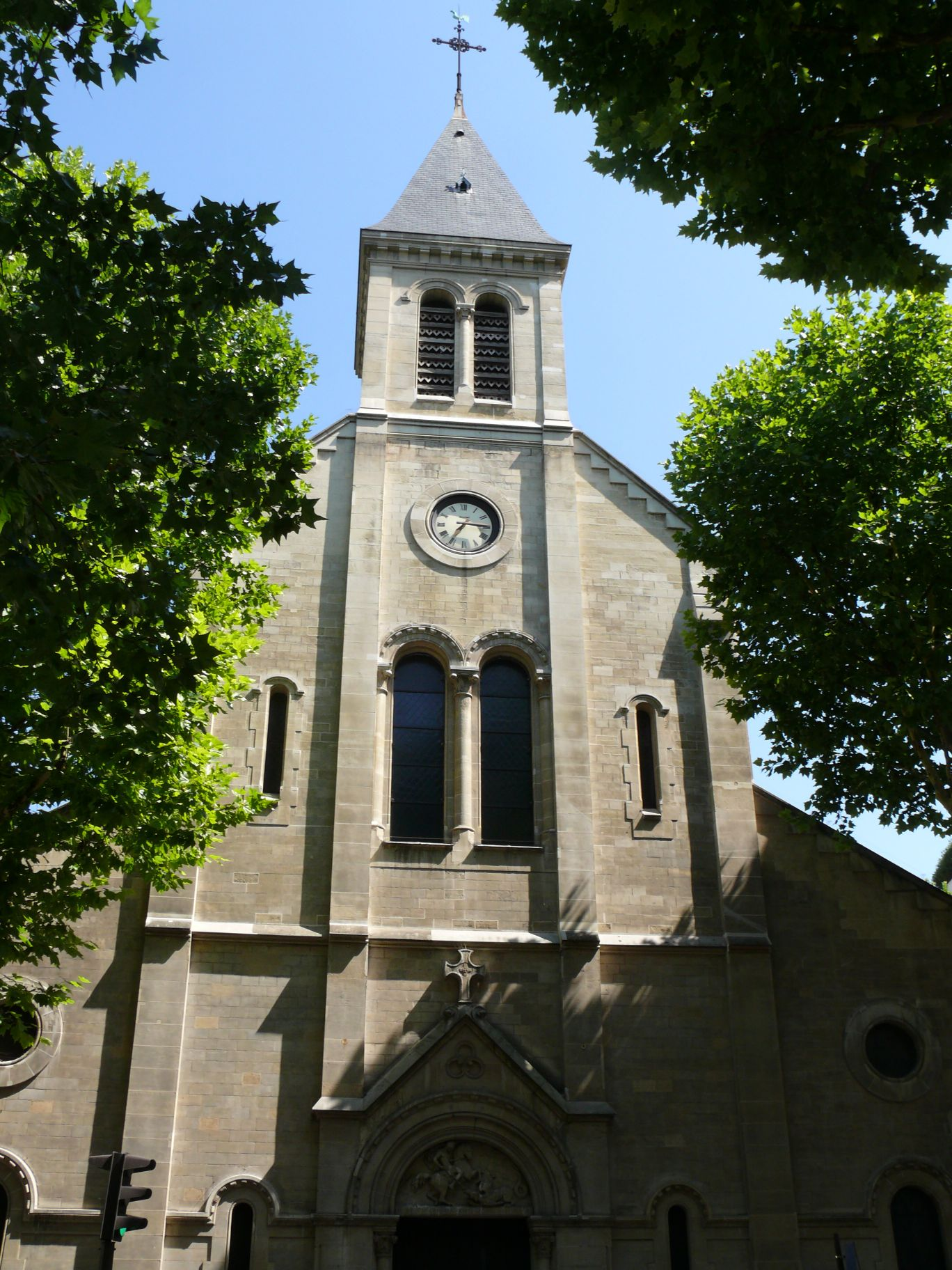
Église Saint-Georges de la Villette, où la communauté catholique haïtienne se réunit

La communauté catholique haïtienne de Paris est fondée par un prêtre français ayant vécu à Haïti, le père Ravenel. Celui-ci obtient de s'installer à l'église Saint-Joseph de Belleville, mais la cohabitation difficile entre Haïtiens et immigrés espagnols et déménage dans la paroisse du Bon Pasteur. Des prêtres haïtiens installés à Paris lui succèdent et un aumonier des Haïtiens est formellement nommé en 1984. En 1988, 300 personnes se rendent en moyenne à la messe du dimanche et 2000 personnes se revendiquent de la paroisse. La communauté haïtienne catholique est y est organisée autour de l'église Saint-Georges de la Vilette. L'aumônier est généralement issu de l'Église d'Haïti à la suite d'un accord avec l'Église de France, et s'installe en France pour une période de deux à quatre ans. Outre l'aspect religieux, l'aumônerie propose des activités culturelles et sociales sans chercher à particulièrement contrôler ses fidèles.

#### Protestantisme
La communauté protestante est plus dispersée avec 21 églises protestantes haïtiennes existent en France au milieu des années 1990. La majorité est regroupée au sein de l'Alliance des Eglises haïtiennes protestantes de France et une minorité forme la Convention des églises évangéliques haïtiennes, qui sont baptistes, évangéliques, méthodistes, pentecôtistes ou nazaréennes. Le protestantisme haïtien est plus présent dans la diaspora d'Amérique du Nord que dans celle française, qui se prête moins aux manifestations religieuses.
On compte en France une quinzaine d'églises protestantes officiellement reconnues en 2012, soit environ le tiers de l'effectif réel estimé. Les courants les plus représentés sont ceux pentecôtistes et évangélistes.
Les pasteurs ont une forte influence sur leur communauté, mais celle-ci passe facilement d'une église à l'autre en fonction d'affinités sociales.
Aux églises formelles se rajoutent des groupes religieux informels, liés à un pasteur ou parfois à des sectes tels que les témoins de Jéhovah, les Adventistes du septième jour ou l'église du Paradis. Ces sectes bénéficient notamment d'un travail intensif de prêche venu des États-Unis en direction d'Haïti à partir des années 1980 ; on en retrouve les effets dans la diaspora.

#### Vaudou

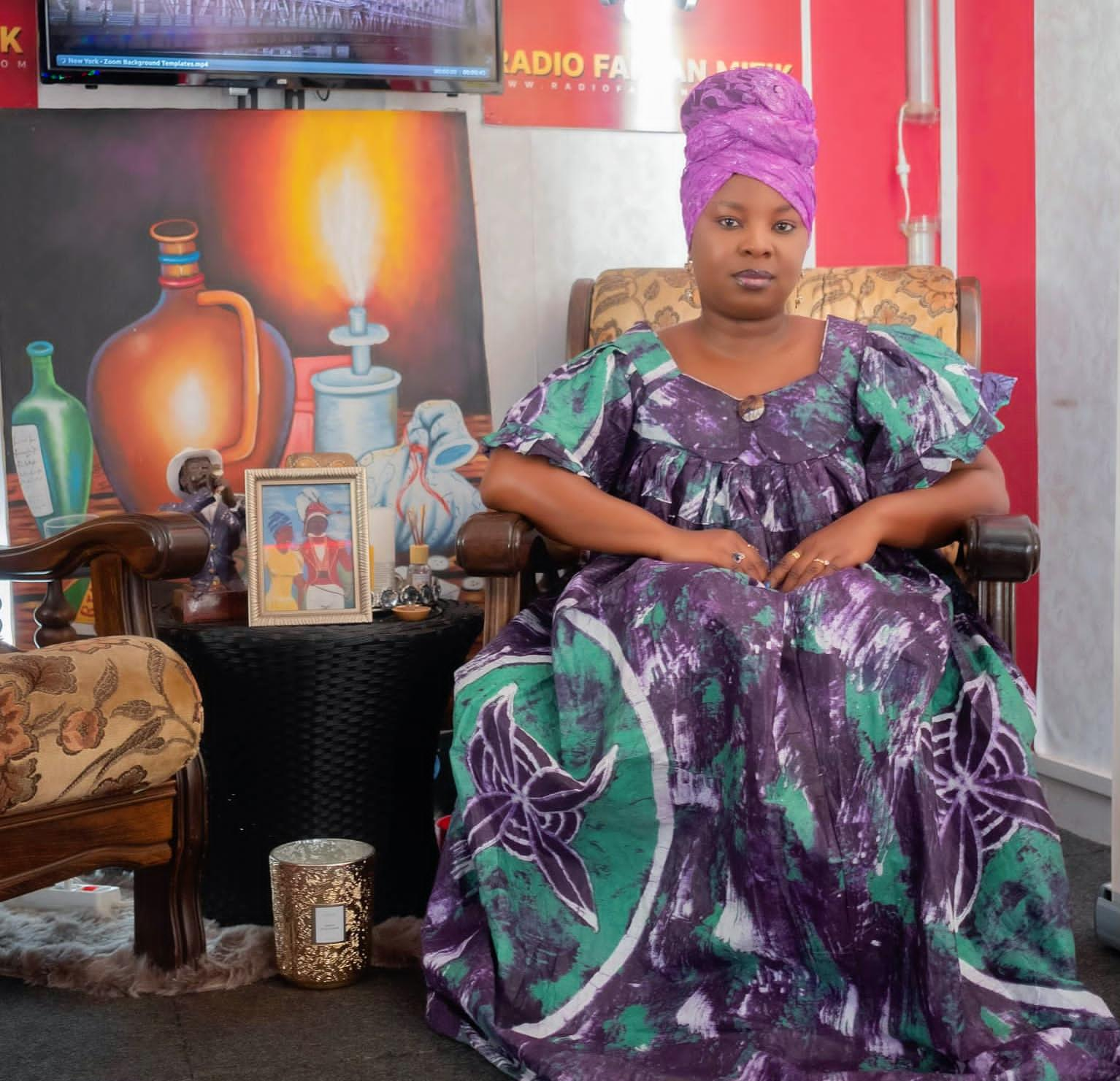
Mètrès Clermezine Stephanie Larrieux, visage du vaudou haïtien sur les réseaux sociaux.

Le rapport au vaudou est complexe ; il n'est pas pratiqué par les élites sociales et économiques, qui partagent la déconsidération occidentale envers le vaudou. Pour beaucoup d'Haïtiens, le vaudou se superpose à leur foi chrétienne ; selon d'autres, seuls les catholiques le pratiquent tandis que les protestants y sont immunisés. Beaucoup de Haïtiens considèrent que le vaudou est lié à la terre et qu'il ne peut donc pas être pratiqué en contexte de diaspora.
Au milieu des années 1990, le vaudou pratiqué en Île-de-France est organisé essentiellement par des mambos qui accueillent des cérémonies dans le sous-sol de leur pavillon de banlieue. La fréquentation est notamment forte lors du mois de novembre et des cérémonies liées à la Toussaint. Cette charge est particulièrement coûteuse car outre la propriété d'une maison, elle suppose de nourrir les pratiquants et d'obtenir le matériel rituel. Les mambos effectuent des voyages en Haïti et dans les Antilles françaises afin d'approfondir leurs connaissances et forment des initiées : celles d'origine haïtienne créent généralement leurs propres communautés, tandis que les antillaises restent au sein du temple qui les a formé.
Si pour de nombreux chrétiens, la majorité des officiants vaudou sont en réalité des arnaqueurs abusant de la crédulité de leurs victimes, le recours à des mambos et des houngan reste très fréquent en cas de difficulté qui semble insurmontable : chômage prolongé, absence de régularisation par l'administration ou impossibilité de trouver un logement.

### Littérature et musique
Les venues de musiciens haïtiens en France, qu'ils résident en Amérique du Nord ou à Haïti, sont des occasions de sociabilité des communautés haïtiennes qui organisent alors des soirées autour des ces venues. La musique haïtienne étant populaire dans l'ensemble des Antilles, ces soirées attirent aussi des personnes martiniquaises ou guadeloupéennes,.
La diaspora compte des réseau d'artistes et d'intellectuels très fournis qui communiquent beaucoup entre eux, y compris en France caribéenne et hexagonale.

### Commerce informel
Les marchandes haïtiennes (madan sara) vendent des vêtements, produits et accessoires de beauté et produits touristiques et artisanaux sur les marchés des Antilles françaises. À Saint-Martin, la forte communauté haïtienne et la demande locale importante permettent une vente efficace de produits agricoles.

## Identité afrodescendante

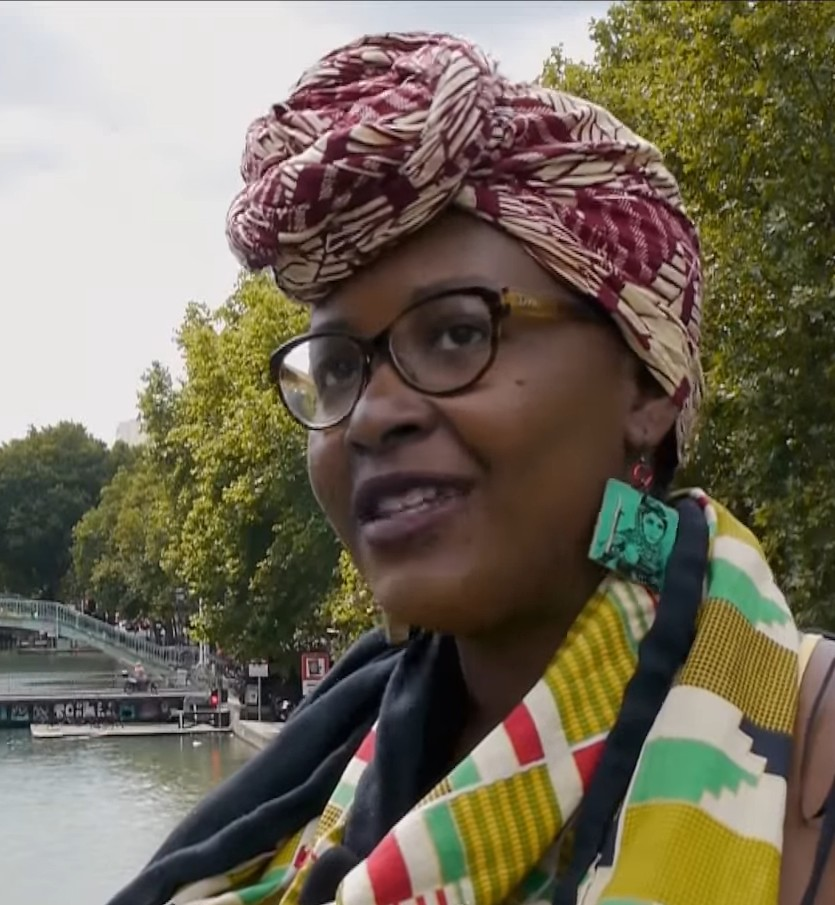
Fania Noël, autrice, militante et universitaire afro-féministe.

Face à un relatif silence de l'Éducation nationale dans le programme scolaire au sujet de la traite translatlantique, les jeunes originaires de Haïti en France, comme les Antillais français, valorisent Haïti comme la première république noire et comme une des forces ayant battu l'armée napoléonienne.
Dans les territoires caribéens français, la créolité rend l'acculturation haïtienne plus aisée. Haïti peut être considérée dans ces régions comme un point de repère et d'ancrage à la fierté noire et à la négritude.
En France hexagonale, une culture postcoloniale émerge sous les influences des migrants africains et antillais ainsi que du champ universitaire anglo-saxon. Les Haïtiens font partie intégrante de la « question noire » émergente. Ils se revendiquent toutefois plus souvent comme d'origine haïtienne que comme afrodescendants au début des années 2010.

## Rapport avec Haïti
Le gouvernement haïtien refuse la double nationalité.
Les voyages au pays dans les années 1990 sont très rares, à l'occasion des cérémonies les plus importantes (funérailles des parents, consultation d'un houngan, tentative de guérison d'une maladie grave par la médecine traditionnelle) et sont l'occasion de ramener de nombreuses plantes médicinales ou culinaires.
Avant l'avènement d'Internet, les liens avec la famille, dont les membres sont généralement en partie restés au pays quand d'autres ont migré en Amérique du Nord, se fontt essentiellement par l'envoi de cassettes audios ou vidéos pour les évènements les plus importants, l'usage du téléphone étant alors particulièrement onéreux et de ce fait réservé aux plus fortunés.
Après le séisme de 2010 en Haïti, la diaspora a une place plus claire dans le destin du pays haïtien, qui dépend directement de son intégration. À cette occasion, un lien symbolique et affectif renaît dans de nombreuses familles de la diaspora. Si ce mouvement est surtout visible au Canada et aux États-Unis, il est plus discret en France, où les communautés haïtiennes sont très peu visibles dans la vie publique.